# 霊長類南へ
『霊長類南へ』（れいちょうるいみなみへ）は、筒井康隆の長編SF小説。1969年刊。
1970年に第1回星雲賞（日本長編作品部門）を受賞した。

## 概要
冷戦下に置かれていた当時を背景に、核戦争が勃発した状況下における人間の愚かさや儚さをコミカルに表現しつつ、人類絶滅というテーマを扱った怪作。
短めの章構成で、主人公を中心に展開する物語を軸に、それのみで完結している短編風の話を織り交ぜ、終局に向かう世界が描かれている。
作中、現在では出版物の自主規制に抵触する言葉や描写が多数記述されている。

## あらすじ
1. 銀座四丁目
最初に異常を察知したのは、路上で開店している易者だった。その日に限り、誰の手相にも死相が現れている。それどころか、自身の手相にも死相が現れている。尋常でない怯え方をする易者だが、周りの人々はくすくすと彼を笑うだけであった。
2. 瀋陽ミサイル基地
中国人民解放軍の迎撃司令室兼ミサイル発射室では、犬猿の仲の二人が当日の任務を担当していた。他愛も無いことがきっかけで起こった喧嘩が、世界の終わりのきっかけとなった。
3. 北青山三丁目
新聞記者の澱口は上司に三日半の休暇届けを出したが、人手が足りず忙しい最中で届けを半日に減らされてしまった。大阪にいる婚約者へ合いに行こうとしていたのを取り止め、都内にいるガールフレンドの香島珠子と過ごすことにしたが、その待ち合わせに珠子は亀井戸というおかしな男を連れて現れた。
4. アメリカ国防総省
ペンタゴンでは米大統領を中心に話が進むうち、訳の解らぬ大混乱に陥る。
5. 第三京浜国道
葉山のホテルで珠子と過ごしていた澱口は、ラジオで核戦争勃発のニュースを聞く。澱口の記者魂が、逢瀬を中断して社へ戻ることを決断させる。
6. 永田町首相官邸
総理大臣をはじめとする閣僚達は南極へ避難しようとしていたが、あてがわれたのは25人乗りのヘリコプターS-61Cが二台だけであった。官邸に集まった人数には到底足りず、我先にとヘリへ殺到する人々。
7. 玉川通り
澱口は何とか都内の道路まで戻ってきたものの、そこには阿鼻叫喚な光景が繰り広げられていた。
8. 渋谷・原宿
なんとか珠子を自宅のアパートへ送り届けた澱口はツヨシを預け、自社へ辿り着く。自衛隊に統制されていた局で、澱口は親しい記者の野依を見つける。野依の口から、今何が起こっているのかが明らかになる。
9. 赤坂・麻布
事態に狼狽する亀井戸。支離滅裂な行動の末、死亡した警官の拳銃が亀井戸の手に渡る。
10. 北半球
澱口の社に珠子とツヨシがやってくる。珠子のアパートに暴漢が潜んでいたのであった。
11. 下町裏長屋
毎日午前様な大工の夫を持つ女房は、何故か今日は夫が21時に帰ってきたので驚く。戦争が始まったことを知っている夫は状況を女房に説明し始めるが、それがいつしか夫婦げんかに発展してしまう。
12. 羽田空港
とにかく日本から逃げだそうとする群集心理から、空港はパニック状態に陥っていた。しかし主要な航空機は既にどこかへ飛び立ってしまい、残されていたのは双発プロペラ機が一台だけであった。その一台が空港を更なる地獄絵図へと導く。
13. 関東上空
澱口は新聞社のヘリコプターを使って婚約者の元へ向かおうとしたが、ヘリは故障していた。ツヨシがその故障を直したことで希望が開けるが、そこに亀井戸が現れ、事態は面倒なことに。
14. ユーレカ・シティ
米空軍少尉メイナードは新型機のテスト中に核戦争勃発を知り、そのまま軍を脱走して婚約者のローラの元へやってきた。ローラは親が構築した完璧な核シェルターへ避難していた。
15. 南太平洋
タケ・タケ島は食人の風習が残る南の島。そこへ世界中から逃げ込んできた人々が集まり・・・。
16. 由比ヶ浜
ヘリでツヨシを由比ヶ浜の自宅へ送り届けた澱口達であったが、ツヨシの自宅は蛻の殻であった。そこにチンピラ風情の若者の集団が現れる。
17. 晴海埠頭
理性を失いつつあった人々は、晴海埠頭に停泊していた南極観測船『ふじ』へと殺到していた。『ふじ』の船内では、押しつぶされ圧殺された人のそのまた上へ上へと人々が次々と折り重なっていく。
18. 松屋町筋
珠子とツヨシを帯同しながら澱口は大阪に辿り着く。婚約者の菊枝との再会は、彼に絶望しかもたらさないものであった。澱口は珠子と結婚することを決意し、婚姻手続きのため近隣の区役所へ向かうが、そこにいたのは融通の利かない典型的なお役所職員であった。
19. 南極点
南極点で最後の霊長類となっていたブライアン・ジョー・バラードが最後に残した無意味な一言。
20. 銀座四丁目
オートプレイにより空しく鳴り響く音楽。地球上で最後まで生き残っていた生物は・・・。

## 登場人物
複数章に登場している人物のみ記載する。
澱口襄毎読新聞社社会部の記者。25歳。大阪に大橋菊枝という婚約者がいるが、東京にいる時はガールフレンドの珠子と遊んでいる。
香島珠子澱口のガールフレンド。普段はモデルの仕事をしている。
野依渉毎読新聞社政治部の記者。澱口とは仲が良い。戦争勃発後も会社に留まって情報収集していた。
山内ツヨシ小学五年生。第三京浜で橋梁から落下しそうなバスに乗車していたが、澱口に救われ以降行動を共にすることになった。機械いじりの天才。
大橋菊枝大阪に住む澱口の婚約者。24歳。
亀井戸銀河テレビのディレクター。

## 受賞
筒井は前述のとおり当作品で第1回星雲賞（日本長編作品部門）を受賞しているが、同時に「フル・ネルソン」で日本短編作品部門とのダブル受賞となった。
翌年の第2回星雲賞も「ビタミン」で日本短編作品部門の連続受賞を果たしている。

## 出版
- 講談社文庫版（1974年8月刊）：ISBN 4061360108
- 角川文庫版（1986年4月刊）：ISBN 4041305195

### コミカライズ
- 長谷邦夫によりコミカライズされ、セルフ出版（現.白夜書房）発行『月刊小説マガジン』の1977年5月創刊号から10月終刊号にかけて連載された。単行本化はされていない。